# Каламкарасу
Каламкарасу́ (каз. Қаламқарасу) — село у складі Джангельдинського району Костанайської області Казахстану. Адміністративний центр Каламкарасуського сільського округу.
Населення — 292 особи (2021; 402 у 2009, 436 у 1999, 556 у 1989).